# 加伍德 (密蘇里州)
加伍德（英語：Garwood）是位於美國密蘇里州雷諾茲縣的非建制地區。

## 歷史
加伍德的郵局於1907年設立，其後於1954年停運。

## 地理
加伍德所處的海拔為高於海平面275米（即902英呎），而該地所採用的時區為UTC-6，即北美中部時區（CST）。同時該地設有夏令時間，為UTC-6調快一小時，即UTC-5（CDT）。